# 生物技术
生物技术（英語：biotechnology），又稱為生物科技、生物工程，指利用生物體（含動物、植物及微生物的細胞）來生產有用的物質或改進製程，改良生物的特性，以降低成本及創新物種的科學技術。根據不同的工具和應用，它往往與生物工程和生物醫學工程的（相關）領域重疊。
千百年來，人類在農業，食品产业，和醫藥已經採用生物技術。早期的生物技術，可追溯至遠古時代。古埃及人利用酵母菌釀酒。
之後，包含傳統式利用微生物之醱酵技術來做食品發酵，或是醱酵生產抗生素等，都是生物技術的利用的例子。現代生物技術，在1950年代DNA結構的發現以來，分子生物學急速發展，將傳統的生物技術進行了一次大革命。例如利用基因轉殖技術，將胰島素轉殖到大腸桿菌中生產。開啟了現代生物技術學之工業價值。在20世紀末和21世紀初，生物技術已擴大到包括新的和不同的學科如基因組學，基因重組技術，應用免疫學和開發醫藥治療和診斷測試。
生物技术是一个快速发展的领域，具有解决世界范围内的切实全球问题和提高人们生活质量的显著潜力；然而，尽管它有许多优势，但它也带来了伦理和社会问题，如与基因修改和知识产权相关的问题。因此，关于在各种产业和领域使用生物技术的辩论和调整仍在继续。
在生物技术领域，近年来出现了微生物组 - 这是一个基于低成本的基因组测序和风险投资的环保市场，承诺为从肠胃问题到皮肤问题的一切提供个体化的治疗方法。但是，在Science的报告中声称，这些公司缺乏科学严谨性和重大的规范，只是在复杂且鲜为人知的人类健康领域提供猜测。

## 定義
生物技术包括了許多依人類需求而調整生物的程序，包括早期的動物馴養、種植植物、及利用人工選擇及雜交種方式進行的品種改良。現代的生物技术包括了基因工程及細胞培養、組織培養等技術。美國化學學會定義生物技术為：「應用生物或是各領域的系統及程序來了解生命科學，並提升像藥物、農作物或牲畜等產品或農產品的價值。」
依欧洲生物技术联合会的定義，生物技术是自然科學及生物、細胞及分子相關產品及服務的整合。
生物技术和許多純生命科學的領域有關（如細胞培養、生物化學、細胞生物學、胚胎學、基因、微生物學及分子生物學）。生物技术也和一些生物圈以外的知識和方法有關，例如
- 生物資訊學，計算機科學中的新領域
- 生物过程工程（英语：bioprocess engineering）
- 生物机器人
- 化學工程

## 歷史
許多形式的人工農業明顯符合“利用生物技術系統來製造產品”這一廣泛定義。並且能確定的是，植物的種植可以被看作是最早的關於生物技術的傑作。

## 生物技術的應用
生物技術應用在四大產業領域，包括醫療保健（醫療），作物生產和農業，非食品（工業）使用作物及其他產品（如生物降解塑料，植物油，生物燃料），和環境用途應用。

### 醫療領域

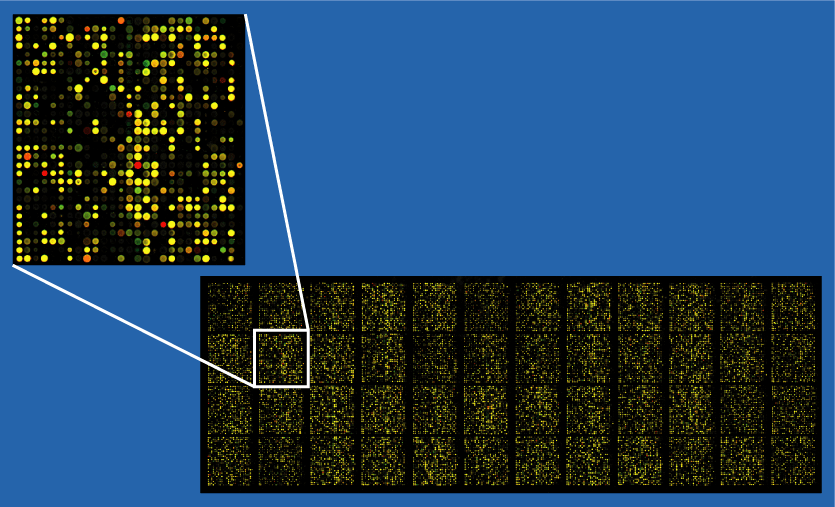
DNA微陣列晶片 – 一些晶片可以同时做多达一百万次验血。

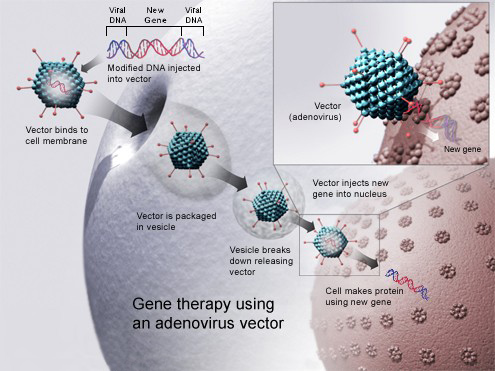
基因轉殖技術。

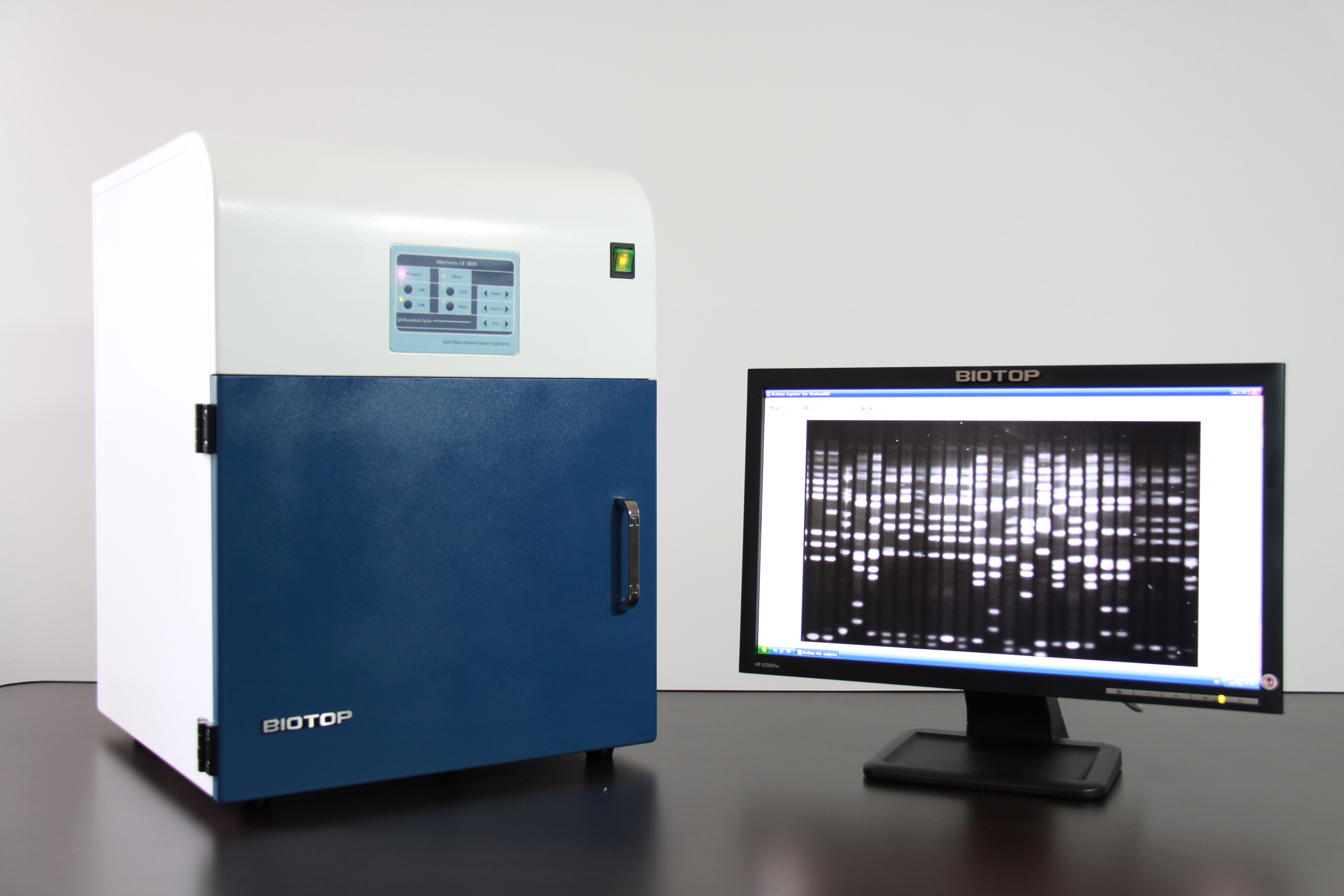
排序基因的專用電腦。

在目前這方面的研究受到極大的注目。像是幹細胞應用於再生醫學領域，如人工臟器及神經修復等。或是以蛋白質結構解析數據，對於功能性區域（domain）來開發相對應的抑制劑（如：酶抑制剂）。利用DNA微陣列，或是蛋白質晶片，尋找致病基因。或是利用抗體技術，將毒素送入具有特殊標記的癌細胞。或利用基因轉殖技術，進行基因治療等。基因治療利用分子生物學方法將目的基因導入患者體內，使之表達目的基因產物，從而使疾病得到治療，為現代醫學和分子生物學相結合而誕生的新技術。基因治療作為新疾病治療的新手段，給一些難治疾病的根治帶來了光明。

### 農業
人口快速膨脹，食糧問題正是生物技術應用的切入點。在基因轉殖農作物的開發下，除了轉殖進入抗蟲害基因、抗凍基因外，例如含有維生素A的稻米也問世。在有限耕地下，轉殖農作物解決了品質上的問題。除此之外，觀賞用的花卉等，也靠著組織培養的技術，將高品質的花卉複製生產，提高花卉價值。著名的像是台灣的蝴蝶蘭。另外，經過遺傳工程技術，能產生凝血因子的乳牛也提供醫療用途。生物肥料主要利用微生物技術製作的肥料種類。生物肥料不僅給作物提供養料、改善品質、增強抗寒抗蟲害能力、還改善土壤通透性、保水性、酸鹼度等理性化特性，可為作物根系創造良好生長環境，從而保證作物的增產。生物農藥利用微生物、抗生素和基因工程等產生有殺滅蟲病效果的毒素物質，生產出廣譜毒力強的微生物菌株製作而成的農藥。它的特點不像化學農藥般見效快，但效果持久。與化學農藥比，害蟲難以產生抗藥性。對環境影響小。對人體和作物的危害性小。但是使用範圍和方法有限制等等。

### 生化武器
生化武器，相關發展例子包含植入眼鏡蛇毒液基因的流感病毒和含有芽孢的炭疽桿菌。基因武器的特點是生產成本低、殺傷力大、作用時間長。對方使用難發現、難預防、難治療。使用方法簡單，施放手段多。只傷害人，不破壞武器裝備、設施。而且一旦使用會產生強烈的心理威懾作用。

### 工業應用
工生物技術（稱為主要是在歐洲為白色生物技術）是用於工業用途的生物技術的應用，包括工業發酵。它包括使用微生物例如細胞，或 細胞成分酶，以產生在行業工業上有用的產品，例如化學品，食品和飼料，洗滌劑，紙和紙漿，紡織品和生物燃料。在工業上，利用工業菌種的特殊代謝路徑，來替代一些化學反應。除了專一性提高，也在常溫常壓下，節約能源。也由於專一性高，產生的廢棄物量低，也因此被稱為綠色工業。

### 環境保護
當環境受到破壞，可以利用生物技術的處理方式，讓環境免於第二次受害。生物具有高度專一性，能針對特殊的污染源進行排除。例如運輸原油的郵輪，因事故，將重油污染海域，而利用分解重油的特殊微生物菌株，對於重油進行分解，代謝成環境可以接受的短鏈脂肪酸等，排解污染。此外，土壤遭受重金屬污染，亦可利用特定植物吸收污染源。

### 教育生物技術
應用於傳播生物技術和這一領域的培訓 (被稱為橙色生物技術)。它制定涉及生物技術主題（例如重組蛋白的生產）的多學科和跨學科材料和教育戰略，包括全社會可接受的，包括有特殊需要的人，例如聽力和/或視力損傷的人。

## 生物技術範疇

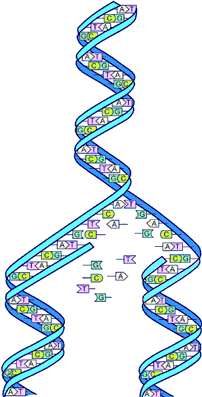
基因複製

基因層次操作
- 基因工程
- 基因選殖及基因表現。
- 基因治療
- 基因體
- 聚合酶鏈鎖反應
- 基因剔除技術: 基因剔除鼠、RNAi

蛋白質生物技術
- 單株抗體
- 酵素工程（英语：Protein_engineering#Enzyme engineering）
- 蛋白質體
- 固定化酵素
- DNA疫苗
- 酵素抑制劑

細胞生物技術
- 細胞培養
- 植物組織培養
- 幹細胞培養及分化
- 細胞融合技術
- 體細胞單性生殖（選殖，生物複製）

微生物生物技術　
- 醱酵及代謝工程學
- 綠色工廠

環境生物技術	　
- 生物復育

生物資訊
- 蛋白質結構模擬
- 基因組學
- 蛋白質組學
- 代謝物組學
- 奈米生物技術（英语：Nanobiotechnology）
- 生物晶片
- 蛋白质微阵列

工業應用
- 生物科技工業園

## 延伸閱讀
- Friedman, Yali. . Washington, DC: Logos Press. 2008  [2022-01-17]. ISBN 978-0-9734676-3-5. （原始内容存档于2002-11-28）.
- Oliver, Richard W. . 2000. ISBN 0-07-135020-9.
- Powell, Walter W.; White, Douglas R.; Koput, Kenneth W.; Owen-Smith, Jason. . American Journal of Sociology. 2005, 110 (4): 1132–1205. doi:10.1086/421508. Viviana Zelizer Best Paper in Economic Sociology Award (2005–2006), American Sociological Association.
- Rasmussen, Nicolas, Gene Jockeys: Life Science and the rise of Biotech Enterprise, Johns Hopkins University Press, (Baltimore), 2014 （页面存档备份，存于）. ISBN 978-1-4214-1340-2.
- Zaid, A; H.G. Hughes, E. Porceddu, F. Nicholas. . Rome: FAO. 2001  [2015-03-04]. ISBN 92-5-104683-2. （原始内容存档于2007-10-26）.
- Agricultural Biotechnology: An Economic Perspective by the USDA Economic Research Service. A 1994 publication from the Agricultural Economic Report.

## 外部連結
- Database of the Safety and Benefits of Biotechnology －生物技術的安全與優點科學論文和資料庫。
- University Students Society Of Biotechnology
- The International Forum on Biotechnology
- Foundation for Biotechnology Awareness and Education （页面存档备份，存于）,
- A report on Agricultural Biotechnology （页面存档备份，存于） focusing on the impacts of "Green" Biotechnology with a special emphasis on economic aspects. fao.org.
- US Economic Benefits of Biotechnology to Business and Society NOAA Economics, economics.noaa.gov
- Database of the Safety and Benefits of Biotechnology – a database of peer-reviewed scientific papers and the safety and benefits of biotechnology.
- What is Biotechnology? - A curated collection of resources about the people, places and technologies that have enabled biotechnology to transform the world we live in today （页面存档备份，存于）